# アイスちゃん
アイスちゃんは、電力会社9社とダイキン工業、日立製作所、三菱電機、三菱重工業が共同開発した氷蓄熱式エアコン「エコアイス」の、東北電力におけるCMキャラクター。キャラクターデザインは漫画家の渡辺祥智が手がけた。

## 概要
ペンギンをイメージした防寒帽とコートを着た、推定年齢10歳前後の少女。常に丸々とした体格のペンギン（体色が、アイスちゃんの着ているコートと同じ青色の種と、紺色の種がいる）をお供に連れている。
1999年の拡販キャンペーン限定のキャラクターだったが、インターネットを通じての口コミで、その存在が東北電力管轄7県の外にも広まり、雑誌『SPA!』が1999年12月22日号で結果を公表した「裏キャラクターベスト10」で1位を獲得するまでに至った。
正式名は渡辺祥智によって命名された「アイスちゃん」であるが、こう呼ばれることはまれであり、「エコアイスちゃん」「えここ」「エコ子」と呼ばれることのほうが多い。正式名がまだなかったころ、インターネットで自然発生的に付けられた通称が定着したためである。

## アイスちゃんを扱った同人グッズ
アイスちゃんを扱った同人誌・同人ゲームは数多く造られた。2000年からは「エコケット」という同人誌即売会が行われ、2004年11月3日の最終回まで全10回が催された。
2001年ごろ、当時アイスちゃんの版権を管理していた白泉社から、渡辺祥智描き下ろしのイラスト＆ファンブック集が刊行される予定であったが、諸般の事情により発行中止となっている。この流れを受け継いだ、アイスちゃんファンの手による同人誌が、エコケットの開催に合わせ記念本として製作された。

### 同人ゲーム
- えここdeふぁいと!（CCLUB別働隊） － アイスちゃんメインとしてはおそらく唯一のゲーム。敵キャラとして『デ・ジ・キャラット』のデ・ジ・キャラット（でじこ）が、またプレイヤーキャラクターとしてプチ・キャラット（ぷちこ）、ラ・ビ・アン・ローズ（うさだ）も登場する。
- PRIME/PRIME2（リトルスペース・ソフトウェア（『PRIME』は「なんでも屋さん」名義）） － プレイヤーキャラクター（4人）は童話にちなんでおり、アイスちゃんは「マッチ売りの少女」として登場。巨大なマッチ棒を武器とする。
- ETERNAL FIGHTER ZERO（黄昏フロンティア） － アイスちゃんではなく、『ONE 〜輝く季節へ〜』の上月澪の衣装の一つとして登場。『PRIME』シリーズでのキャラクターを踏襲している。
- GLOVE ON FIGHT（春風亭工房・渡辺製作所）

## 『デ・ジ・キャラット』との関係
よく誤解されているが、アイスちゃんは『デ・ジ・キャラット』の登場人物ではない。このような誤解がされている背景には、「えここ」という通称が「でじこ」と類似していること、アイスちゃんの衣装がでじこたちのそれと並んでも違和感がないこと、前述の『SPA!』の人気投票での2位がでじこだったこと、『えここdeふぁいと!』をはじめ、多くの同人誌・同人ゲーム・WEBコミックなどで共演する機会が多いことなどが挙げられる。